# 銅色鸚竺鯛
銅色鸚竺鯛（學名：Ostorhinchus chalcius），又稱銅色鸚天竺鯛，為輻鰭魚綱鈎頭魚目天竺鯛科鸚竺鯛屬下的一個種，分布於東南太平洋復活節島海域，本魚體呈橢圓形，體稍側扁，頭大、眼大、口大且斜裂，頜齒細小，鰓蓋骨後緣棘不發達，體被弱櫛鱗，側線明顯，體色為黃棕色，腹部顏色較淺，吻部及頭頂有深色斑點，背鰭2個，尾鰭叉形，體長可達11.6公分，棲息在礁石區，屬肉食性，繁殖期時，雄魚具有口孵習性，卵約7日化成仔魚，由雄魚吐出，具短暫的仔魚飄浮期，生活習性不明。